# Тоненькое (Донецкая область)
Тоненькое (укр. Тоненьке) — село в Покровском районе Донецкой области Украины.
Население по данным всеукраинской переписи 2001 года составляло 320 человек.
По состоянию на ноябрь 2015 года в селе оставались 120 жителей, в том числе 5 детей.